# Хорхе Бланко
Хорхе Бланко Гереня (на испански: Jorge Blanco Güereña) е мексикански актьор, певец и танцьор. Известен е с ролята си на Леон Варгас в сериала Violetta на „Дисни Ченъл“ от 2012 до 2015 г. Годеницата му е Стефи Кайре, с която са заедно от 2000 година

## Ранни години
Роден е в Гуадалахара, Халиско, Мексико на 19 декември 1991 г. Участва в училищни пиеси и артистични събития, взима уроци и по актьорско майсторство от много ранна възраст. Започва в църковни хорове на възраст 11 – 15. Приятели го насърчават да отиде на кастинг за реалити шоуто High School Musical: la selección.

## Кариера
Той започва телевизионна си кариера през 2007 г., когато участва в риалити шоуто High School Musical: la selección, който му позволява да участва в спин-оф на хитовия американски филм High School Musical. Въпреки че не печели шоуто, се появява в шоуто High School Musical: El desafío (2008) и участва в албума му, играе ролята на Хорхе и участва в турнето на филма и програмата между 2007 и 2008. Във филма, който е разпространен през 2008 в Мексико и през 2009 в Италия, играе най-добрия приятел на главния герой Кристобал Родригес (Cristobal Orellana).
През 2010 г. Хорхе се появява в десетте епизода на минисериала Highway: Rodando la Aventura, а през 2011 е един от главните герои от първи сезон на телевизионния сериал Cuando toca la campana, в която той е заснел няколко музикални клипове като Es El Momento и A Celebrar.
През май 2011 г. пътува до САЩ, за да участва в Disney's Friends for Change Games – благотворително състезание, в което Бланко участва в жълтия отбор в подкрепа на УНИЦЕФ. В Мексико се появява и в музикалния видеоклип на Bridgit Mendler – We can change the world, проект на Disney's Friends for Change Games.
През 2012 г. започва да се снима в латиноамериканския сериал „Виолета“. Играе ролята на Леон, богато момче, което в началото на първи сезон е гадже на Людмила и поради тази причина се държи арогантно, но всъщност е много добро момче. Но после среща истинската си любов – Виолета, която го променя. По време на снимките на сериала, той има възможност да участва само в четири епизода от втория сезон на сериала Cuando Toca La Campana, заради натовареното си ежедневие.
През 2013 г., заедно с всички актьори от Violetta, започва турне, наречено Violetta: en vivo, от което е част до 2015 г. През 2015 г. Бланко е част от интернационалното турне на сериала Violetta Live.

## Филмография

### Телевизия
| Година      | Заглавие                          | Роля    |
| ----------- | --------------------------------- | ------- |
| 2007        | High School Musical: La Selección | Себе си |
| 2010        | Highway: Rodando la Aventura      | Диего   |
| 2011        | Disney's Friends for Change Games | Себе си |
| 2011 – 2012 | Cuando toca la campana            | Пабло   |
| 2012 – 2015 | Violetta                          | Леон    |

### Филми
| Година | Заглавие                          | Роля    |
| ------ | --------------------------------- | ------- |
| 2008   | High School Musical: El Desafío   | Хорхе   |
| 2014   | Виолета: Концертът                | Леон    |
| 2015   | Виолета: Път към върха            | Себе си |
| 2016   | Tini – el gran cambio de Violetta | Леон    |

## Турнета
- Violetta: en Vivo (2013 – 2014)
- Violetta Live (2015)

## Награди и номинации

### Kids' Choice Awards México
| Година | Категория                     | Номиниран проект | Резултат |
| ------ | ----------------------------- | ---------------- | -------- |
| 2013   | Favorite Actor (Любим актьор) | Violetta         | Печели   |

### Kids' Choice Awards Argentina
| Година | Категория                           | Номиниран проект | Резултат |
| ------ | ----------------------------------- | ---------------- | -------- |
| 2013   | Favorite TV Actor (Любим ТВ актьор) | Violetta         | Печели   |

### Teen weekly 2014
| Година | Категория                     | Номиниран проект | Резултат |
| ------ | ----------------------------- | ---------------- | -------- |
| 2014   | Favorite Actor (Любим актьор) | Violetta         | Печели   |

### Kids' Choice Awards Colombia
| Година | Категория                           | Номиниран проект | Резултат |
| ------ | ----------------------------------- | ---------------- | -------- |
| 2014   | Favorite TV Actor (Любим ТВ актьор) | Violetta         | Печели   |